# 시라사와역 (아키타현)
시라사와역(일본어: 白沢駅)은 일본 아키타현 오다테시에 위치한 동일본 여객철도 오우 본선의 철도역이다. 단선 · 섬식의 형태를 합친 2면 3선 구조의 복합 승강장을 갖춘 지상역이다.

## 타는 곳
| 1 | ■ 오우 본선 | (하행) | 히로사키 · 아오모리 방면 |
| 2 | ■ 오우 본선 | (상행) | 오다테 · 아키타 방면     |
| 3 | ■ 오우 본선 | 대피선 | 대피선                   |

## 역 주변
- 국도 제7호선

## 역사
- 1899년 6월 21일 : 관설 철도의 일반역으로서 기타아키타 군 야타테 촌에 개업한다.
- 1909년 10월 12일 : 선로 명칭 제정, 오우 본선의 역이 된다.
- 1984년 4월 12일 : 무인화.
- 1987년 4월 1일 : 일본국유철도 분할 민영화에 의해, 동일본 여객철도가 승계.

## 인접 역
| 동일본 여객철도 오우 본선 | 동일본 여객철도 오우 본선 | 동일본 여객철도 오우 본선 |
| ------------------------- | ------------------------- | ------------------------- |
| 오다테 요코테 방면        | ■ 오우 본선               | 진바 아오모리 방면        |